# Antìstasis
Antìstasis è il decimo album in studio del gruppo musicale Tazenda, pubblicato nel 2021.
Il titolo dell'album significa "resistenza" in greco classico.

## Tracce
Testi e musiche di Gino Marielli.
1. Coro – 3:29
2. La ricerca del tempo perduta – 3:25
3. Ammajos – 3:13
4. Splenda – 4:06
5. A nos bier – 3:14
6. Essere magnifico – 4:58
7. Dolore dolcissimo – 3:40
8. Tempesta mistica – 3:58
9. Dentro le parole – 3:38
10. Innos – 1:35
11. Oro e cristallo – 4:09
12. A nos bier (Alt. Version) – 3:54

## Formazione
- Nicola Nite – voce
- Gigi Camedda – voce secondaria, tastiera, pianoforte, organo Hammond, moog bass, programmazione, cori
- Gino Marielli – chitarra, tastiera, programmazione, honky piano, cajón, hardtune, cori